# Buick Y-Job
Pour les articles homonymes, voir Buick, Y et Job.
La Buick Y-Job est un concept car du constructeur automobile américain Buick (de General Motors), présentée en 1938 au General Motors Motorama.

## Historique
Le chef-designer Harley J. Earl est promu Vice-Président de General Motors en 1937,. 

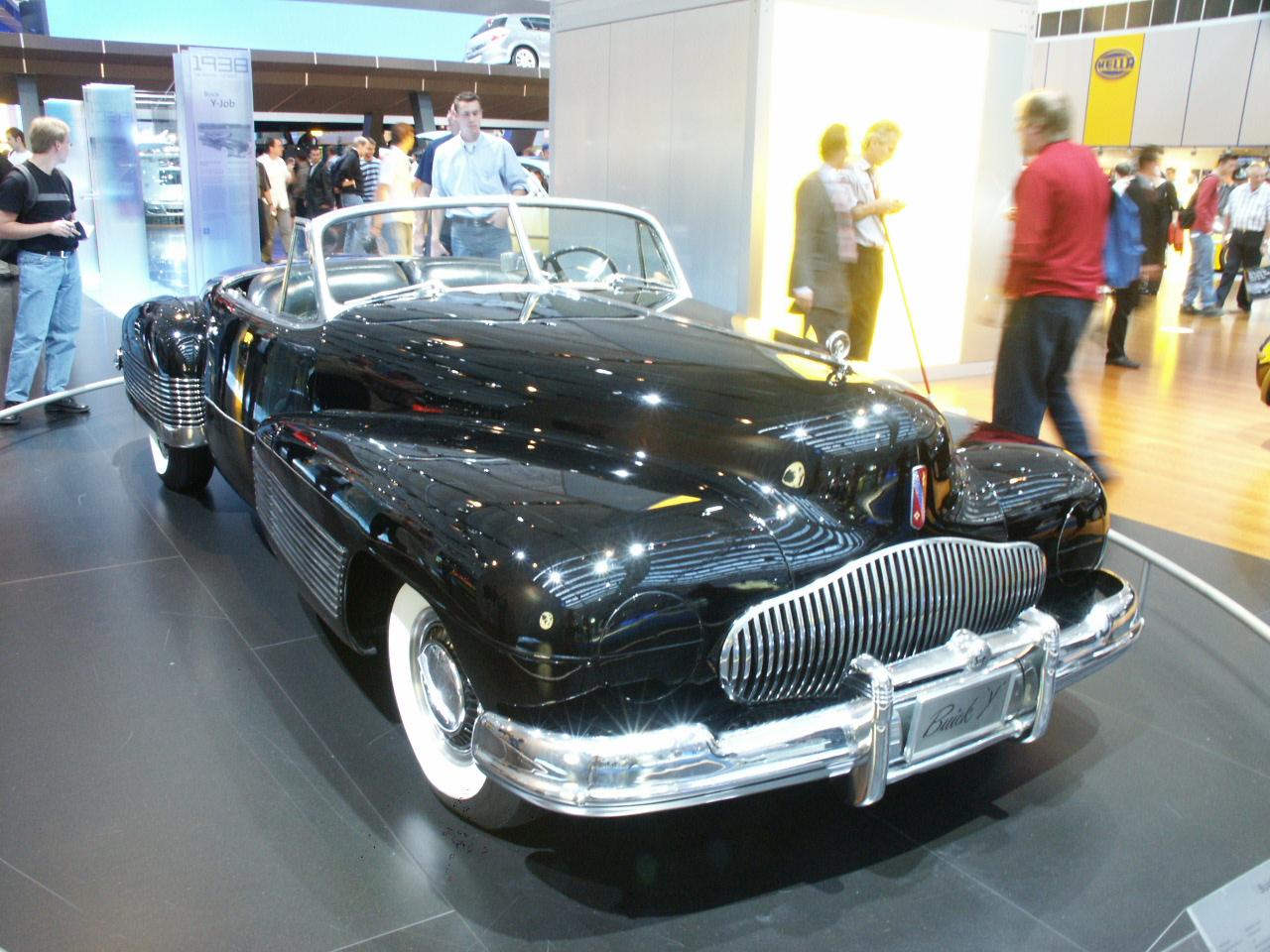
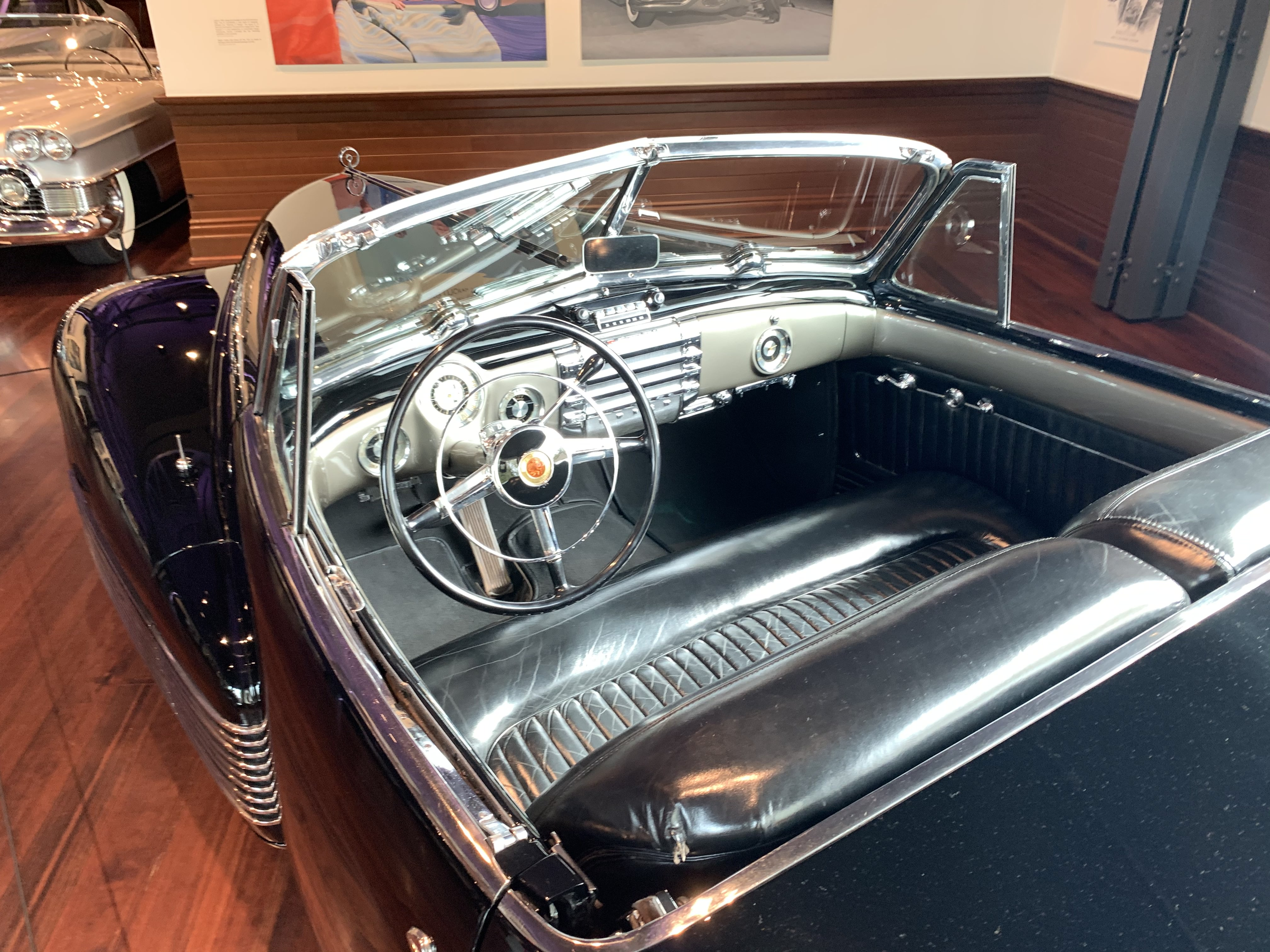
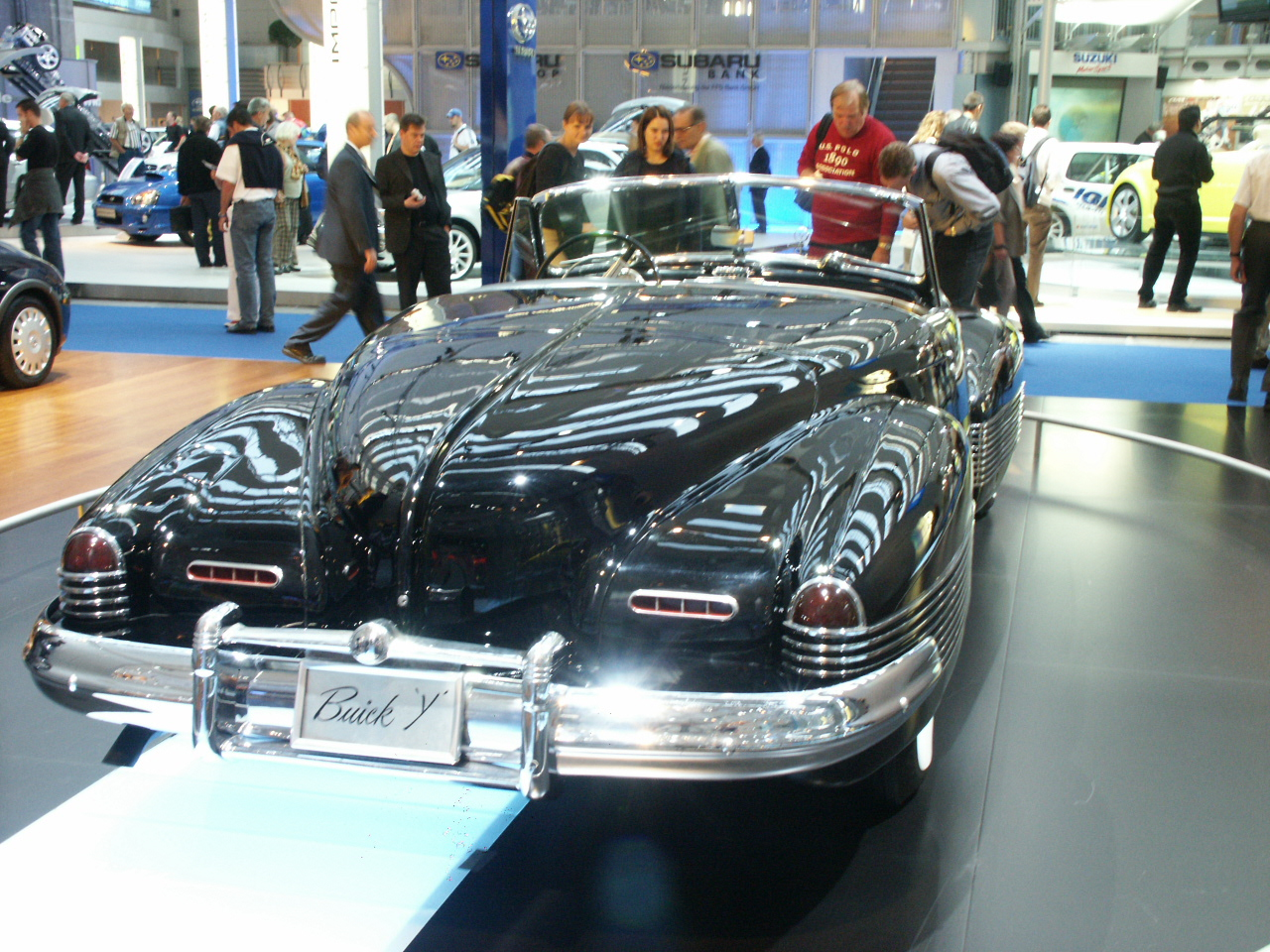

Il crée alors ce concept car sur base de châssis-moteur 8 cylindres en ligne de 5,5 L de 140 ch de Buick Century I de 1936.  
Le design de la carrosserie est inspiré du style « paquebot » Art déco en vogue des années 1930 avec entre autres phares escamotables à commande électrique, capote rétractable et vitres électriques, direction assistée,. 
Le concept car Buick Blackhawk de 2001 est inspiré de ce modèle. 

## Collection
Après avoir été utilisé un temps, à titre personnel, par Harley Earl, elle est exposée au Sloan Museum (en) de Flint dans le Michigan, puis entièrement restaurée par le musée The Henry Ford de Dearborn près de Détroit, puis vendue en 1993 au musée GM Heritage Center du Centre technique de General Motors, près de Détroit. 